# SV Ulmerfeld-Hausmening
Der Sportverein Ulmerfeld-Hausmening ist ein Judoverein aus Ulmerfeld-Hausmening. Die Männermannschaft kämpfte in der Staatsliga B der Judo-Bundesliga. Er ist Mitglied im Judo Landesverband Niederösterreich, Österreichischen Judoverband und dem Dachverband ASKÖ.

## Geschichte
Der Verein SV Ulmerfeld-Hausmening wurde im Jahr 1957 gegründet. Im Jahr 1967  wurde die Judo Sektion ins Leben gerufen. Die Sportler kämpften unter dem Vereinsnamen Judo-Center-Ybbstal. Im Jahr 1972 gelang es dem Verein als ersten niederösterreichischen Club in der österreichische Staatsliga an den Start zu gehen. In den Jahren 1974, 1975 und 1976 kämpfte der Verein in der Staatsliga B.

## Erfolge

### Staatsmeisterschaften
- 1978 Kufstein[8]: Claudia Ellegast (-48 kg) 1. Platz[9]
- 1984 Leoben[10]: Renate Feyrer (+72 kg) 1. Platz[9]
- 1985 Wien[10]: Renate Feyrer (+72 kg) 1. Platz[9]